# 모치가세역
모치가세역(일본어: 用瀬駅)은 일본 돗토리현 돗토리시에 위치한 서일본 여객철도 인비 선의 철도역이다. 섬식 승강장 1면 2선의 구조를 갖춘 지상역이다.

## 타는 곳
| 1 | ■ 인비 선 | 하행 | 지즈 · 가미고리 방면 | 일부 2번 승강장 |
| 2 | ■ 인비 선 | 상행 | 돗토리 방면          |                 |

## 역 주변
- 국도 제53호선 · 국도 제373호선 · 국도 제482호선
- 돗토리 시청 모치가세 종합 지소
- 돗토리 시립 모치가세 도서관

## 역사
- 1919년 12월 20일 : 인비케이벤 선 돗토리 - 모치가세 간 개업 때 설치. 당초는 종착역이었음.
- 1922년 9월 2일 : 게이벤 선 제도 폐지에 의해, 인비케이벤 선이 인비 선으로 개칭되어, 이 역도 그 소속으로 함.
- 1923년 6월 5일 : 인비 선이 이 역부터 지즈 역까지 연장, 도중역으로 전환.
- 1928년 3월 15일 : 인비미나미 선 개업에 맞춰, 인비 선이 인비키타 선으로 개칭되어, 이 역도 그 소속으로 함.
- 1932년 7월 1일 : 돗토리 - 쓰야마 간 개통에 의해, 인비키타 선이 현재의 인비 선 노선의 일부가 되어, 이 역도 그 소속으로 함.
- 1987년 4월 1일 : 일본국유철도 분할 민영화에 의해, 서일본 여객철도가 승계.

## 인접 역
| 서일본 여객철도 인비 선 | 서일본 여객철도 인비 선 | 서일본 여객철도 인비 선        |
| ----------------------- | ----------------------- | ------------------------------ |
| 다카가리 돗토리 방면    | ■ 인비 선               | 이나바야시로 히가시쓰야마 방면 |